# Agilulf

Itàlia longobarda després de les conquestes d'Agilulf

Agilulf (? – Milà 616) fou rei dels longobards d'Itàlia del 591 al 616.

## L'ascens al tron
Agilulf, un parent llunyà (cosí) del seu predecessor Autari era de Turíngia i pertanyia al clan Anawas. Pau el Diaca en la seva Historia Langobardorum descriu en forma novel·lesca la investidura d'Agilulf. En la tardor del 590, poc després de la mort sobtada d'Autari, els ducs longobards van demanar a la reina Teodolinda, vídua després de poc més d'un any de matrimoni amb Autari, consell per elegir el nou rei. Agilulf, llavors duc de Torí, va anar a retre homenatge a la reina i li va besar la mà en senyal de respecte. Teodolinda li va preguntar per què li va besar la mà, quan ell tenia dret a besar-la al llavis; d'aquesta manera, el va investir amb el dret de ser rei, i al mateix temps el seu marit. Es van casar el novembre d'aquest mateix any 590.
És més probable que tota l'operació fos orquestrada per Agilulf mateix, que el maig de l'any següent 591 va obtenir la investidura en l'assemblea del poble de Milà (Milà, juntament amb la residència d'estiu de Monza, fou la nova capital d'Agilulf i Teodolinda, en lloc de Pavia). En qualsevol cas, va ser el primer senyal de la influència de la dona en la política de l'estat, de manera que els historiadors solen atribuir a ambdós les decisions més importants del seu llarg regnat. El matrimoni era per Teodolinda i Agilulf, fins i tot al marge de la "novel·la", un fort factor de legitimitat, no només perquè era la reina. Teodolinda, de fet, era la filla del duc Garibald I de Baviera i, sobretot, descendia per la seva mare de Waccho el rei longobard de la prestigiosa dinastia dels Letings.
Alguns ducs, especialment entre aquells que havien abandonat el camp longobard el 590 per unir-se als francs i romans d'Orient, no el van acceptar com a rei de seguida, i Agilulf es va veure obligat a guanyar-se la lleialtat per les armes. La rebel·lió d'alguns ducs, entre els quals es va destacar Gaidulf de Bèrgam, va durar fins al 594, quan Agilulf va derrotar i condemnar a la forca per traïció a molts dels ducs rebels.

## Política
Agilulf va seguir les directrius polítiques del seu predecessor, Autari. Per lliurar-se del perill d'una guerra que l'obligués a lluitar en dos fronts, contra els francs i contra els romans d'Orient, va concloure la pau amb els francs d'Austràsia que, a canvi de la seguretat de la frontera nord-occidental, va imposar un homenatge als longobards i un tribut. A mitjans dels anys noranta Agilulf va concloure una aliança amb els àvars, assegurant la frontera oriental.
Assegurada la tranquil·litat externa, Agilulf va poder reprendre la pressió contra els romans d'Orient, que estaven en guerra en aquests anys contra els perses. Entre el 590 i el 603 es va produir un avanç longobard decidit a la Península, en repetides ocasions malgrat la treva signada amb els romans d'Orient des del 598, quan, amb la substitució de l'exarca de Ravenna, Romà (589-598), per Cal·línic (598-603), es va establir un acord tripartit (que també incloïa al papa Gregori el Gran) per un equilibri al centre-nord d'Itàlia. Al sud, però, van ser anys de progrés militar significatiu, liderat pels ducs Arechis I de Benevent i Ariulf de Spoleto. Agilulf va procedir a la reconquesta de Parma i Piacenza, i va arribar, l'any 593, a amenaçar a la pròpia Roma. El Papa Gregori I, per tal d'evitar el saqueig de la ciutat l'any 593, va haver de pagar a Agilulf, que a més de rei dels llombards era cap de l'Església cristiana ariana, 500 lliures d'or.
Entre els anys 601-602 es va trencar la treva i alguns prínceps del nord es van rebel·lar contra el rei. Recolzats pels romans d'Orient, els rebels a Parma van fer presoners a Godescalc el duc local, i la seva dona, que era filla d'Agilulf. La reacció del rei va ser dura, va derrotar i va matar els rebels i posteriorment va conquistar per primera vegada Pàdua pels longobards. Més tard van seguir Este, Monselice i Abano i altres territoris subjectes a Ravenna, però amb una considerable autonomia, i finalment a Cremona i Màntua. Els romans d'Orient es van veure obligats, el 603, a retornar als presoners i demanar una nova treva.
Reforçada per nombrosos èxits, l'any 604 va associar al tron al seu fill Adaloald de només dos anys. La cerimònia es va dur a terme amb un ritu d'inspiració romana d'Orient, per expressar la intenció d'Agilulf d'enfortir-se i presentar-se a si mateix com el rei de tot Itàlia i no només dels longobards, i va triar a l'antiga metròpolis de Milà per a la seva coronació i la seva capital (la residència d'estiu estava a prop de Monza) i es va anomenar, segons està escrit en una corona votiva, com "Gratia Dei rex totius Italiae". Al costat de la reivindicació d'unitat entre els longobards i el llatins (italoromans), per primera vegada en la història de Llombardia va aparèixer una referència a la voluntat divina en la legitimitat del rei.
En els últims anys del seu regnat va continuar la tasca d'integració entre les dues races sota el seu ceptre i es va enfortir per la renovació dels tractats de seguretat fronterera amb els francs i els àvars. Amb el suport d'aquests últims va aixafar la rebel·lió del duc de Friül, Gisulf II.
Agilulf va morir a Milà el 616, després de 25 anys de regnat, sent el primer rei dels longobards a morir de mort natural. El va succeir el seu fill Adaloald.

## Les relacions amb el papat
Sota la influència de la Teodolinda catòlica, Agilulf va començar la conversió al catolicisme dels longobards i va treballar per a la recomposició del cisma tricapitolí que implicava les diòcesis de Milà i d'Aquileia. La correcció de les relacions amb el papat va donar lloc a la devolució dels béns eclesiàstics expropiats confirmant l'inici de la integració de la religió i la política.
L'inici del regnat va coincidir amb el creixement de l'heretgia. El bisbe de Milà, havia estat fidel a Roma es trobava a Gènova, i a la cort de Monza va assumir el paper de cap visible de l'Església entre els longobards el monjo Segon de Non (o Segon de Trent). Fou Segon de Non qui va redactar un document que va ser una de les fonts de Pau el Diaca per la seva Historia Langobardorum, i que passa a ser el més antic escrit de l'era longobarda: la Historiola de Langobardorum gestis. Des del punt de vista religiós, en aquell temps entre els longobards hi havia catòlics, tricapitolins, arrians i pagans.
Remunta a aquest període un intercanvi de cartes entre Gregori el Gran i Teodolinda, que van construir una fructífera relació. El 594, a Roma, el Papa es va reunir amb el rei, que va preferir arribar a un acord en lloc de la conquesta de la ciutat. Contactar amb el papa també va donar lloc a un acord d'alto el foc amb Ravenna, conveni anual renovat diverses vegades. Gregori el Gran, al seu torn, va veure reconeguda la independència total de Roma.
Un pas decisiu cap a la unificació religiosa del seu regnat, element decisiu de la política de cohesió, va ser feta per Agilulf el 603, quan el fill Adaloald fou batejat com a catòlic i confirmat hereu. Agilulf però no es va convertir, per por a molestar els guerrers del seu poble, la majoria arrians i pagans. Al final del seu regnat, va prendre sota la seva protecció l'abat Columbà i li va concedir un terreny per construir un monestir als Apenins; l'abadia de Bobbio va ser fundada l'any 614.

## L'art en l'era d'Agilulf i Teodolinda
Amb Agilulf Teodolinda hi va haver interessants produccions artístiques, tant contemporànies com posteriors però en relació amb els seus personatges.
El nom d'Agilulf està vinculat a una joia anomenada "Creu d'Agilulf". La creu va ser probablement votiva i penjava del centre de la corona reial. Té la forma d'una creu llatina, amb els braços que es creuen entre si al centre. Els braços estan eixamplats cap al final, és d'or adornada amb pedres precioses.
Els llombards, com tots els bàrbars, poques vegades representen figures humanes o animals. L'excepció és la gallina amb els pollets, escultura en plata daurada i en relleu, que mostra una gallina amb els seus set pollets. Les vuit escultures petites es col·loquen en una base plana de coure que substitueix l'original que estava en plata. Va ser encarregada probablement per Teodolinda, i es reprodueix en el vidre de la catedral de Monza com un dels regals oferts per la reina a Sant Joan Baptista.
L'Evangeliari de Teodolinda, té una elegant caixa d'or, adornada amb pedres precioses, i és una obra mestra de la joieria cristiana antiga.
Una altra joia que data d'aquest període és la "Corona de Ferro". Té sis plaques rectangulars d'or unides per frontisses i està coberta per un anell de ferro a l'interior. La tradició diu que el ferro va ser fet d'un clau amb el qual Jesucrist va ser crucificat i d'aquí es desprèn el nom. Les plaques estan decorades amb pedres precioses, esmalts i rosetes d'or que junts creen un delicat floral. El valor de la corona de ferro és altament simbòlica: és la corona amb la qual es van coronar rei d'Itàlia els conqueridors, fins i tot Napoleó.
Totes aquestes joies es conserven al Museu de la catedral de Monza, l'església deu la seva fundació a Teodolinda mateixa: ella va ser responsable de la construcció d'un Oracle (capella de la reina) de planta en forma de creu grega, de la qual avui només queden les parets perimetrals.